# Флерсбахтал
Флерсбахтал (њем. Flörsbachtal) општина је у њемачкој савезној држави Хесен. Једно је од 28 општинских средишта округа Мајн-Кинциг. Према процјени из 2010. у општини је живјело 2.527 становника. Посједује регионалну шифру (AGS) 6435008.

## Географски и демографски подаци
Флерсбахтал се налази у савезној држави Хесен у округу Мајн-Кинциг. Општина се налази на надморској висини од 307 метара. Површина општине износи 52,1 km². У самом мјесту је, према процјени из 2010. године, живјело 2.527 становника. Просјечна густина становништва износи 48 становника/km².